# Devo
I Devo sono un gruppo musicale statunitense formatosi ad Akron (Ohio) nel 1972.
Il loro stile musicale è stato classificato come post-punk, ma sono per lo più ricordati come una delle band-simbolo della new wave. Sono oggi considerati dalla critica un gruppo fondamentale per l'evoluzione del rock contemporaneo.

## Storia del gruppo
Il gruppo viene fondato da Gerald Casale, Bob Lewis e Mark Mothersbaugh, nel 1972.
Il nome "Devo" deriva dal termine "de-evolution" (de-evoluzione), teoria secondo cui l'umanità, invece che continuare a evolversi, avrebbe cominciato a regredire, come dimostrerebbero le disfunzioni e la mentalità gretta della società statunitense. Tale teoria era frutto di uno scherzo di Casale e Lewis, nato nella fine degli anni sessanta, quando i due frequentavano la Kent State University.
La prima formazione prevedeva sei componenti: i fratelli Gerald e Bob Casale (basso e voce il primo, chitarra, tastiere e cori il secondo), Bob Lewis (chitarra), Mark Mothersbaugh (voce, sintetizzatori e chitarra), Rod Reisman (batteria) e Fred Weber (voce). La loro prima performance avviene nel 1973 al Performing Arts Festival della Kent State University. Dopo questa prima esibizione, il gruppo abbandona Reisman e Weber, e ingaggia Jim Mothersbaugh alla batteria elettronica e Bob Mothersbaugh alla chitarra, entrambi fratelli di Mark. Negli anni a venire, il gruppo passerà attraverso cambi di formazione, che vedono, tra gli altri, l'abbandono di Jim Mothersbaugh, ed esibizioni dal vivo conflittuali.
Nel 1976 viene reclutato il batterista Alan Myers, che sancisce una formazione solida che durerà dieci anni circa.
Lo stile del gruppo, ironico, pungente, irriverente e critico nei confronti della società moderna, inserito in un contesto estetico che rimanda a una sorta di fantascienza al limite del kitsch, gli fa guadagnare la simpatia di artisti noti come Neil Young e David Bowie, nonché apparizioni in film dei quali Mark Mothersbaugh curerà la colonna sonora. Il gruppo sarà anche pioniere nell'uso del videoclip, il più noto dei quali, Whip It, godrà di una massiccia presenza nei primi mesi di vita di MTV.
Nel 1977, grazie anche a Bowie e Iggy Pop, ottengono un contratto con la Warner Bros. Il loro primo album, Q: Are We Not Men? A: We Are Devo! viene prodotto da Brian Eno. L'anno successivo sono ospiti del Saturday Night Live, dove si esibiranno in una cover di (I Can't Get No) Satisfaction dei Rolling Stones.
Nel 1984, lo scarso successo commerciale del sesto album Shout e l'abbandono del batterista Myers, costringono il gruppo a rinunciare al tour di promozione, con conseguente pausa delle attività. Nel frattempo, Mark Mothersbaugh si diletta nella produzione di musica per la televisione, nonché di un progetto solista, Musik for Insomniaks.
Nel 1987 il gruppo si riforma con un nuovo batterista, David Kendrick, precedentemente con Sparks e successivamente con Bastille. L'anno successivo esce Total Devo, che contiene brani che compariranno in alcuni b movie come Slaughterhouse Rock e The Tapeheads, con John Cusack e Tim Robbins.
Nel 1990 esce Smooth Noodle Maps, che non raccoglie grandi consensi di pubblico e critica, e l'anno successivo il gruppo si scioglie nuovamente. Successivamente, Mark Mothersbaugh fonda uno studio di registrazione per produzioni musicali commerciali, il Mutato Muzika, insieme col fratello Bob Casale. Lo studio lavora principalmente per produzioni televisive come sigle, programmi, cartoni animati, videogame e film, tra cui alcuni di Wes Anderson. Nel frattempo, Gerald Casale intraprende una carriera come regista di spot pubblicitari e video musicali, per gruppi come Rush, Silverchair e Foo Fighters.
Nel 1995 il gruppo appare nella colonna sonora del film Tank Girl, e l'anno successivo si esibisce al Sundance Film Festival e al Lollapalooza proponendo alcuni classici del periodo tra il 1978 e il 1982.
Pur non pubblicando album fino al 2010, il gruppo produce una serie di singoli per compilation, produzioni televisive, spot pubblicitari per aziende come Dell e la multinazionale Target.
Nel 2006 collaborano con la Disney per un progetto chiamato Devo 2.0, un gruppo composto da bambini che suonano classici dei Devo.
Nel 2008 l'azienda McDonald's propone un personaggio in omaggio che indossa l'Energy dome, il tipico copricapo dei Devo in plastica rossa a forma di ziqqurat circolare. Il gruppo intenterà una causa alla multinazionale, che successivamente alcuni blog riporteranno come "amichevolmente risolta".
Nel 2010 esce il loro ultimo album Something for Everybody, a vent'anni dal precedente.
Nel 2013 il loro ex batterista Alan Myers muore a causa di un tumore cerebrale.
Il 17 febbraio 2014 muore improvvisamente Bob Casale, membro fondatore del gruppo, per arresto cardiaco.

## Stile musicale
Distintisi con un caratteristico repertorio post punk e art punk, due stili strettamente connessi al fenomeno new wave degli anni settanta e ottanta, i Devo hanno avvicinato fra loro il punk e la musica dei Kraftwerk citando MC5, Stooges, Brian Eno e Frank Zappa. Con le loro sonorità meccaniche e il cantato "che procede a scatti, scandito da balbettii, tic nervosi, spasimi subnormali", la band critica la devoluzione causata dalla società del progresso, che porterebbe secondo loro a una regressione mentale e infantile. Queste caratteristiche, entrambe condivise nei due primi album Q: Are We Not Men? A: We Are Devo! (1978) e Duty Now for the Future (1979), verranno meno nelle pubblicazioni seguenti, dove il loro sound isterico e robotico è stato rimpiazzato da una musica più dance pop. In qualche occasione, il gruppo si è cimentato nella muzak come confermano alcune loro registrazioni su cassetta. Sebbene il gruppo non ami classificare la propria musica, il cantante Mothersbaugh ha definito il gruppo "una versione dell'Ohio della Magic Band". Oltre a essere classificati più genericamente un gruppo new wave, vengono citati fra le formazioni dance rock e college rock da AllMusic.

## Formazione attuale
- Gerald Casale – basso, voce, bass synthesizer (1973–1991, 1996–presente)
- Mark Mothersbaugh – voce, tastiere, chitarra (1973–1991, 1996–presente)
- Bob Mothersbaugh – chitarra, voce (1974–1991, 1996–presente)
- Josh Freese – batteria (1996–presente)
- Josh Hager – chitarra, tastiere (2014–presente)

Ex membri
- Bob Casale – chitarra, tastiere, cori (1973–1974, 1976–1991, 1996–2014; scomparso nel 2014)
- Bob Lewis – chitarra (1973–1976)
- Rod Reisman – batteria (1973)
- Fred Weber – voce (1973)
- Jim Mothersbaugh – percussioni elettroniche (1974–1976)
- Alan Myers – batteria (1976–1986; scomparso nel 2013)
- David Kendrick – batteria (1987–1991, 1996–2004)
- Jeff Friedl – batteria (2008–2014)

## Discografia

### Album in studio
- 1978 – Q: Are We Not Men? A: We Are Devo!
- 1979 – Duty Now for the Future
- 1980 – Freedom of Choice
- 1981 – New Traditionalists
- 1982 – Oh, No! It's Devo!
- 1984 – Shout
- 1988 – Total Devo
- 1990 – Smooth Noodle Maps
- 2010 – Something for Everybody

### Live
- 1981 – DEV-O Live
- 1989 – Now It Can Be Told: DEVO at the Palace
- 1992 – DEVO Live: The Mongoloid Years
- 2005 – Devo Live 1980
- 2005 – Live in Central Park
- 2013 – New Traditionalists – Live in Seattle 1981
- 2014 – Miracle Witness Hour
- 2015 – Hardcore Devo Live!

### Colonne sonore
- 1982 – Heavy Metal, brano Working in a Coal Mine
- 1983 – Doctor Detroit, brano Theme from Doctor Detroit
- 1996 – Adventures of the Smart Patrol (solo CD-ROM allegato col videogioco omonimo)

### Raccolte
- 1987 – E-Z Listening Disc
- 1990 – Hardcore Devo: Volume One
- 1990 – Devo's Greatest Hits
- 1990 – Devo's Greatest Misses
- 1991 – Hardcore Devo: Volume Two
- 1993 – Hot Potatoes: The Best of Devo
- 1998 – Greatest Hits
- 2000 – Pioneers Who Got Scalped: The Anthology
- 2000 – Recombo DNA
- 2002 – The Essentials
- 2003 – Whip It & Other Hits
- 2008 – This is the Devo Box
- 2009 – The Ultra DEVO-lux Ltd. Edition
- 2013 – Something Else for Everybody
- 2015 – Social Fools: The Virgin Singles 1978–1982
- 2016 – E-Z Listening Muzak